# Godzilliognomus schrami
Godzilliognomus schrami är en kräftdjursart som beskrevs av Iliffe, Otten och Stefan Koenemann 20. Godzilliognomus schrami ingår i släktet Godzilliognomus och familjen Godzilliidae. Inga underarter finns listade i Catalogue of Life.